# ヴァーゴー・パール
ヴァーゴー・パール（Vágó Pál、1853年6月6日 - 1928年10月15日）はハンガリーの画家である。

## 略歴
ハンガリー中部のヤーサパーティ(Jászapáti)で役人の息子に生まれたが父親は早く亡くなった。初め法律を学んだが、美術に転じ、ミュンヘン美術院でハンガリー系オーストリア人の画家のアレクサンダー・フォン・ヴァーグナーに学んだ。その後、パリに移り、ジャン＝ポール・ローランスに学んだ。
ハンガリーの街、セゲドを襲った1879年のティサ川の大洪水を描いた大作を1881年に描いて注目され、1887年にはブダペストの芸術ホール(Műcsarnok Kunsthalle)で開かれた展覧会に参加し、大賞を受賞した。その後、ハンガリーの歴史的場面を描き、フェスティ・アールパードが指揮した周長120mのパノラマ画、『ハンガリー人のカルパチア盆地征服』の製作にも加わり背景の人物を描いた。この作品1896年にブダペストで開かれた「ハンガリー建国千年祭博覧会」の呼び物の一つになった。1897年にはポーランドの画家、ヤン・スティカ(Jan Styka:1858–1925)の指揮したパノラマ画の「Transylvania Panoramaの製作にも参加した。オーストリア皇太子ルドルフの企画した24巻の事典、「The Austro-Hungarian Monarchy in Word and Picture」の挿絵も描き、いくつかの教会の装飾画も描いた。ラースロー・パタキー(László Pataky:1857-1912) とルドヴィカ士官学校の壁画も描いた。

## 作品

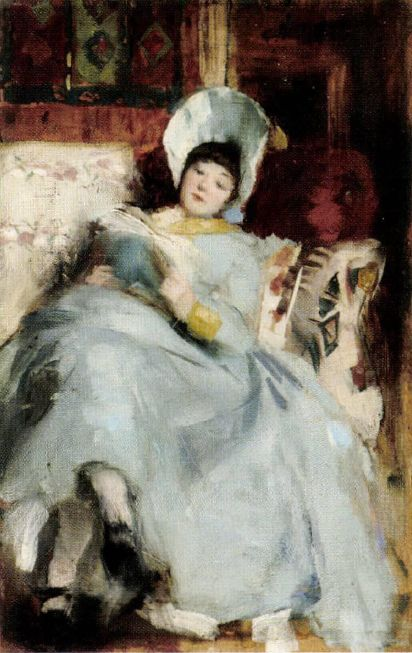
本を読む婦人 (1880s)
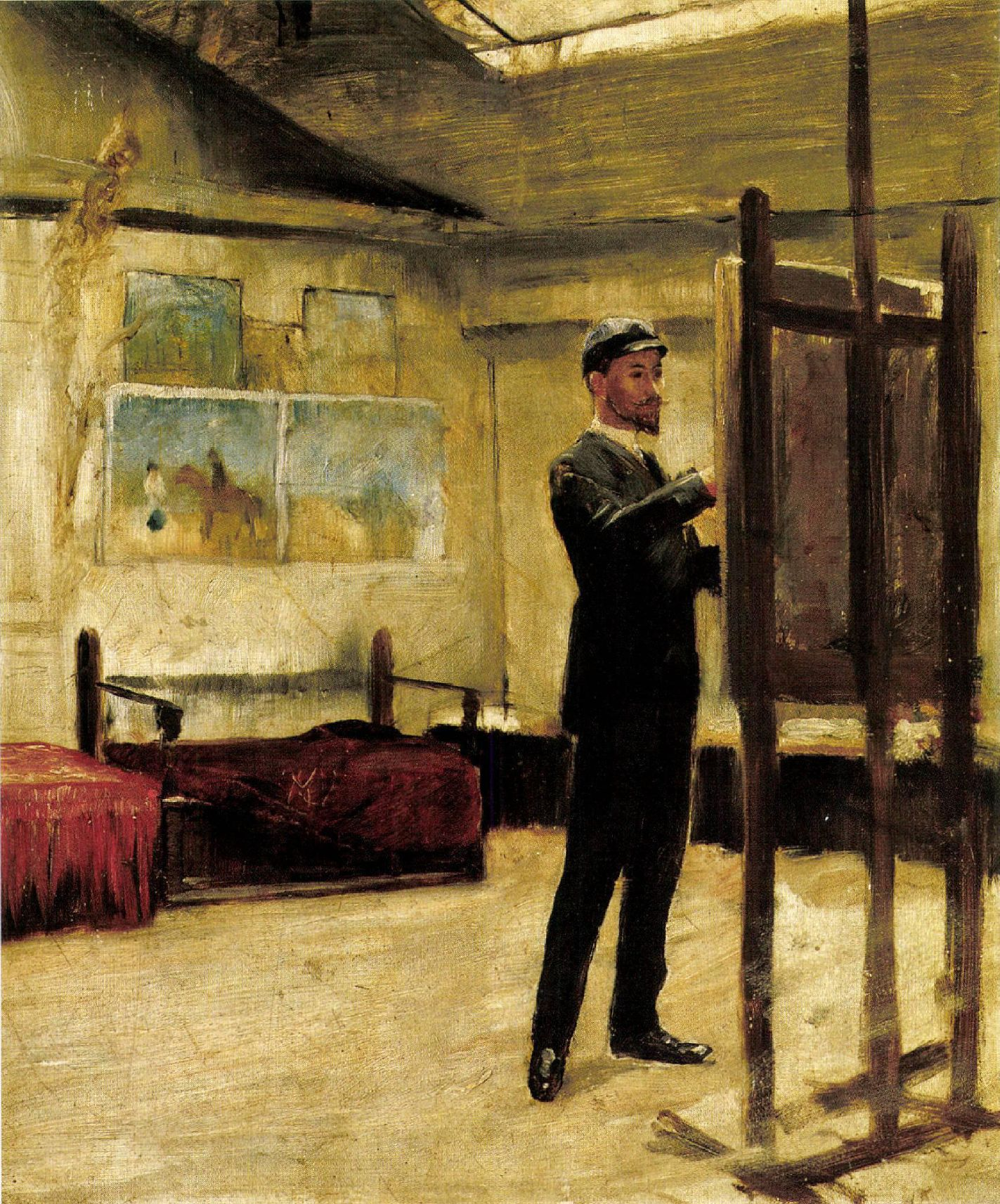
アトリエの自画像 (1880s)